# Czopuch

czopuch z przepustnicą spalin

Czopuch – element stanowiący połączenie otworów wylotowych spalin z paleniska pieca lub kotła z kanałami kominowymi. Powinien być prowadzony jak najkrótszą drogą, najlepiej po linii prostej.
Jeśli to konieczne czopuch wyposażony jest w:
- przepustnicę spalin
- otwór pomiarowy spalin
- otwory rewizyjne
- tłumik hałasu